# Arsuk
Arsuk je vesnice v kraji Sermersooq v jihozápadním Grónsku. V roce 2016 tu žilo 96 obyvatel. Název osady znamená v grónštině milované místo.

## Geografie
Arsuk je nejjižnější osada v kraji Sermersooq. Nachází se na pobřeží Labradorského moře poblíž ústí stejnojmenného fjordu. Poblíže osady se nachází 1418 m vysoká hora Kuunnaat.

## Doprava
Arsuk je přístav společnosti Arctic Umiaq Line, přičemž se konají plavby do Paamiutu a Qaqortoqu. Arsuk nemá vlastní heliport ani letiště, takže veškerá doprava je pouze po moři.

## Počet obyvatel
Počet obyvatel většiny měst a osad v jižním Grónsku klesá v posledních dvou desetiletích, s mnoha osadami rychle zanikajícími. Arsuk ztrácí obyvatelstvo téměř každý rok v posledních dvou desetiletích. Ztratil více než polovinu svých obyvatel vzhledem k úrovni z roku 1990, a o více než 10% vzhledem k roku 2000. Prudký pokles obyvatel v roce 1990 způsobil uzavření dolu a ztrátu zaměstnání mnoha. Slabý růst v roce 2009 a stabilizace počtu obyvatel zabránil Arsuku sdílet osud s Qassimiutem, který ztratil více než dvě třetiny obyvatel a je velmi pravděpodobné, že bude opuštěn – a s Kangerluarsoruseqem ve stejné oblasti, který již byl však opuštěn v roce 2009. Jediná stabilní osada v oblasti je Kangilinnguit, která však také ztrácí obyvatele.
| Růžice kompasu | Paamiut | Ivittuut  | Kangilinnguit | Růžice kompasu |
| Růžice kompasu |         | Sever     | Narsarsuaq    | Růžice kompasu |
| Růžice kompasu | Arsuk   |           | Narsarsuaq    | Růžice kompasu |
| Růžice kompasu | Jih     |           | Narsarsuaq    | Růžice kompasu |
| Růžice kompasu |         | Qassimiut |               | Růžice kompasu |